# 奧爾普克巴赫河
51°27′49.63″N 7°28′12.14″E / 51.4637861°N 7.4700389°E

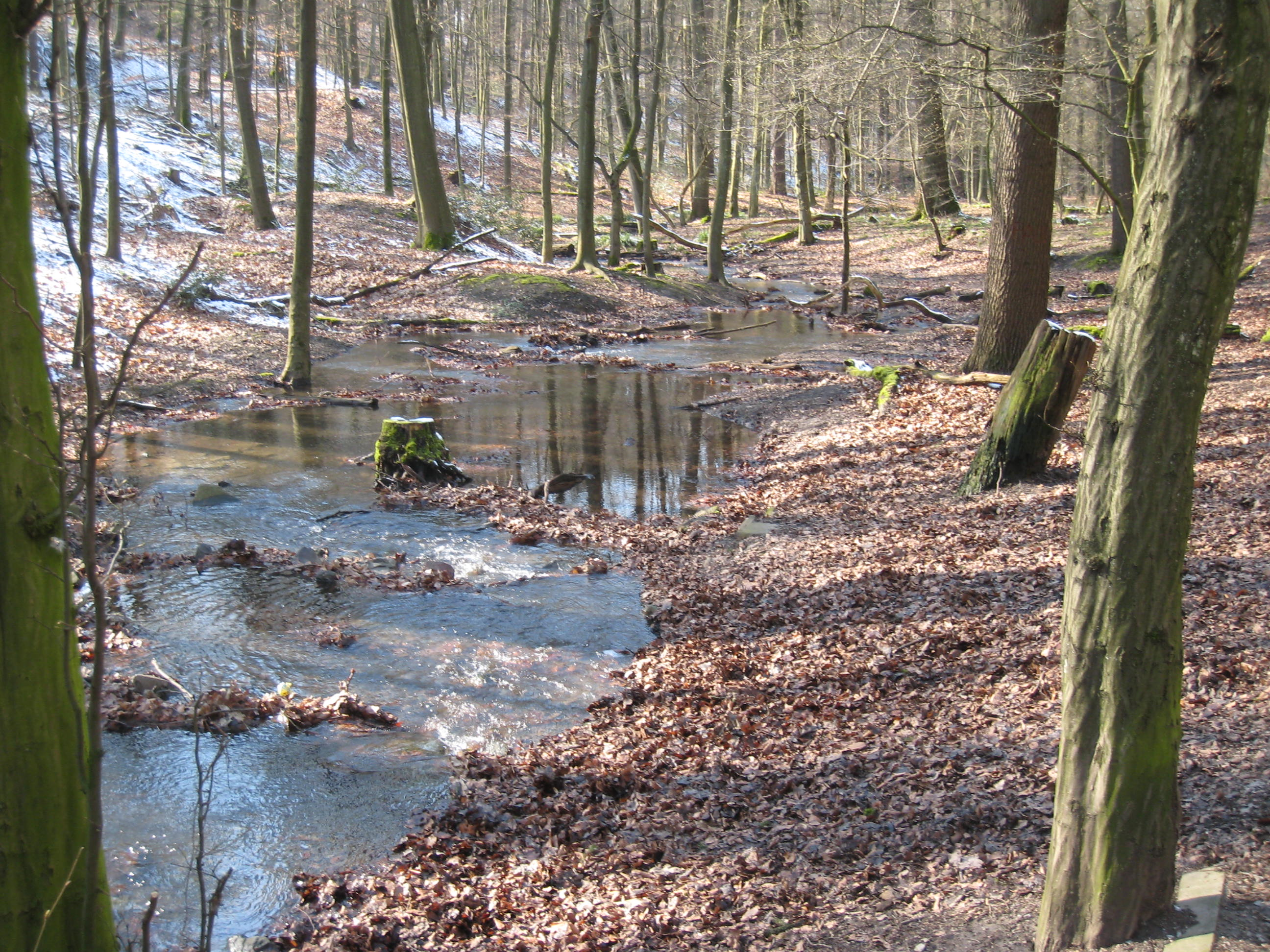

奧爾普克巴赫河（德語：Olpkebach），是德國的河流，位於該國西部，處於北萊茵-威斯特法倫州，屬於雄德勒河的左支流，流經多特蒙德南部，河道全長2.8公里。